# Mohamed El-Tayar
Mohamed Essam Moustafa El-Tayar (international meist Mohamed El-Tayar oder Mohamed Eltayar, arabisch محمد عصام الطيار, DMG Muḥammad ʿIṣam aṭ-Ṭayyār, * 7. April 1996) ist ein ägyptischer Handballspieler. Der 1,91 m große Torwart spielt für den Bundesligisten Handball Sport Verein Hamburg und steht zudem im Aufgebot der ägyptischen Nationalmannschaft.

## Karriere

### Verein

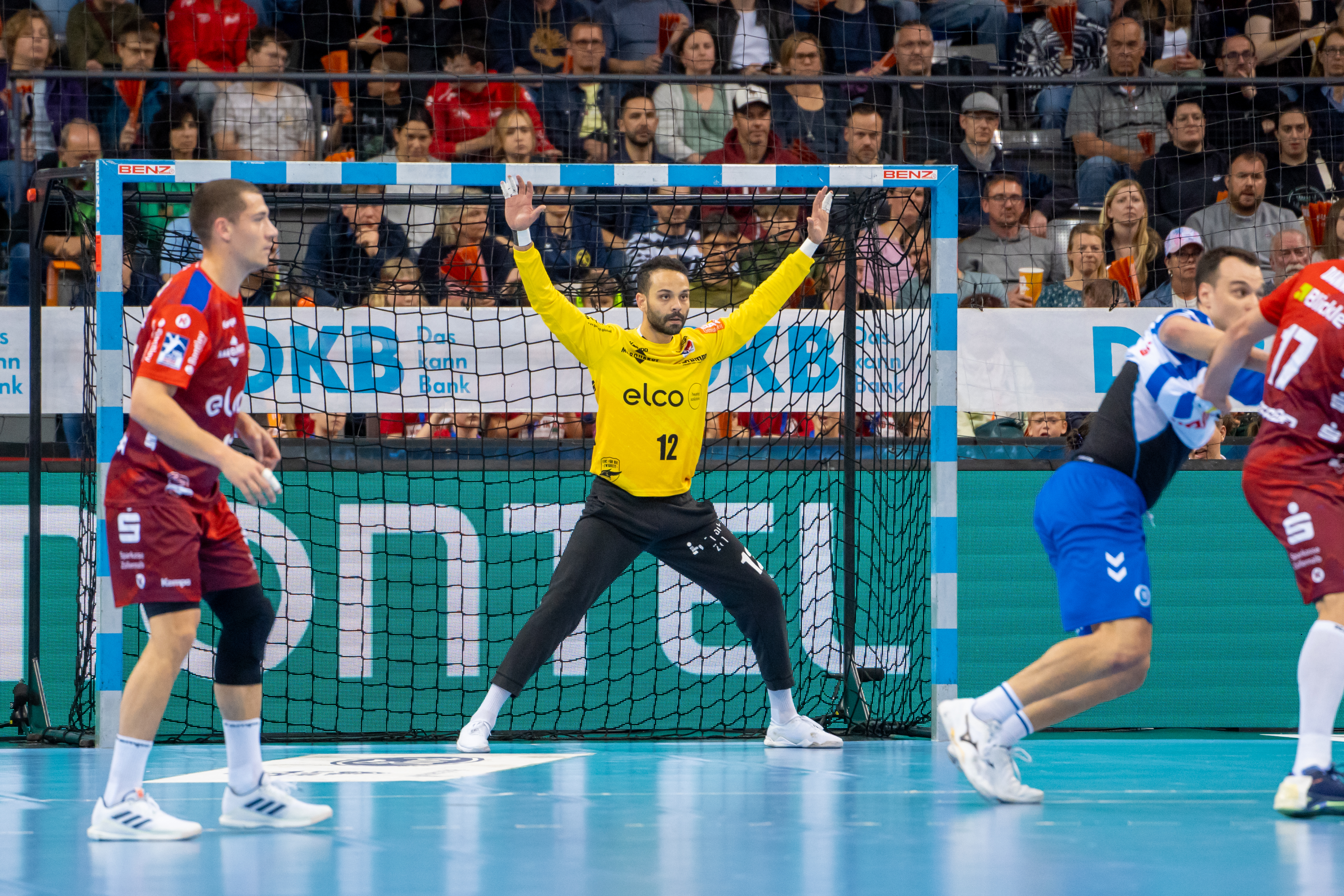
El-Tayar im Trikot des HBW Balingen-Weilstetten

Als Kind war El-Tayar im Schwimmsport aktiv, ehe er zum Handball kam. Dort spielte er zunächst als Feldspieler, bevor er auf Anraten seines Vaters ins Tor wechselte. Von 2016 bis 2022 stand er im Kader der ersten Mannschaft von al Ahly SC, mit der er zweimal die ägyptische Meisterschaft, dreimal den Pokal, einmal die CAHB Champions League, dreimal den afrikanischen Pokal der Pokalsieger und einmal den afrikanischen Supercup gewinnen konnte. Außerdem erreichte er das Finale in der CAHB Champions League 2018 und im Pokal der Pokalsieger 2019. Im Januar 2022 wechselte er zum SC DHfK Leipzig. In der Saison 2023/24 stand er im Kader des Bundesligaaufsteigers HBW Balingen-Weilstetten. Nach dem Abstieg des HBW wechselte er zur Saison 2024/25 zum Handball Sport Verein Hamburg.

### Nationalmannschaft
Mit den ägyptischen Jugend- und Junioren-Nationalmannschaften gewann Mohamed El-Tayar bei den Olympischen Jugend-Sommerspielen 2014 die Silbermedaille, bei der U-21-Weltmeisterschaft 2017 belegte die Auswahl den 17. Platz.
Für die ägyptische A-Nationalmannschaft bestritt der Torwart bisher 73 Länderspiele, in denen er ein Tor erzielte. Er stand im Aufgebot für die Weltmeisterschaften 2019 und 2021. Bei der Afrikameisterschaft 2020 gewann er mit Ägypten die Goldmedaille. Bei den Olympischen Spielen in Tokio erreichte das Team den vierten Platz. Bei den Mittelmeerspielen 2022 errang er mit Ägypten die Silbermedaille.

### Erfolge
- mit dem Al Ahly SC
  - 2× Ägyptischer Meister: 2017 und 2018
  - 3× Ägyptischer Pokalsieger: 2019, 2020 und 2021
  - 1× CAHB Champions League: 2016
  - 3× Afrikanischer Pokal der Pokalsieger: 2017, 2018 und 2021
  - 1× Afrikanischer Supercup: 2017

- mit der Nationalmannschaft
  - Olympische Spiele: 4. Platz 2020
  - Weltmeisterschaft: 7. Platz 2021
  - Afrikameisterschaft: Gold 2020
  - Mittelmeerspiele: Silber 2022
  - Olympische Jugend-Sommerspiele: Silber 2014